# Ždenijevo
Ždenijevo (ukrajinsky Жденієво, rusky Ждениево, česky také Zděnová, slovensky Žďeňovo/Ždeňová, maďarsky Szarvasháza) je městys (ukrajinsky selyšče) ležící v Zakarpatské oblasti  v okresu Mukačevo. V roce 2025 mělo Ždenijevo 1112 obyvatel. Částí této obce (městyse) jsou Zbyny.
Ždenijevo leží severně od Svaljavy, v úzkém údolí řeky Latorice mimo hlavní dopravní trasy (7 km západně od silnice Mukačevo–Lvov). 

## Historie
V minulosti městys patřil Rakousku-Uhersku, od jeho rozpadu po první světové válce v roce 1918  až do roku 1938 byl součástí Československa. Za první československé republiky zde byl obecní notariát, četnická stanice a poštovní úřad. V roce 1944 byl městys s okolím připojeno k Ukrajinské SSR, definitivně v roce 1946.

## Územní komunita (hromada)
Nachází se zde administrativní centrum ždenijevské územní komunity (hromady), do které patří Ždenijevo a tyto další obce a jejich části:
| Přepis do latinky   | Název obce v cyrilici |
| Bukovec             | Буковець              |
| Jalove              | Ялове                 |
| Kičernyj            | Кічерний              |
| Paškivci            | Пашківці              |
| Perechresnyj        | Перехресний           |
| Pidpolozzja         | Підполоззя            |
| Roztoka             | Розтока               |
| Ščerbovec           | Щербовець             |
| Zbyny               | Збини                 |
| Verchňa Hrabivnycja | Верхня Грабівниця     |

Toto územní společenství má rozlohu 207,1  km2 a v roce 2020 v něm žilo 4742 obyvatel.